# Hitotsubashi University
Hitotsubashi University (jap. 一橋大学 Hitotsubashi Daigaku) – japoński uniwersytet państwowy w mieście Kunitachi. Uczelnia została założona w 1875 roku.